# 黃建中 (萬曆進士)
黄建中（1562年—1621年），字艮甫，號玄盖，南直隶扬州府興化縣軍籍，江西瑞州府新昌县人，明朝政治人物。

## 生平
萬曆十年（1582年）壬午科应天乡试舉人，萬曆二十六年（1598年）戊戌科進士，平生廉介刚正，守法无私。及居言路，弹劾不避权贵。初授南阳府推官，甫下车，立寘一狯掾于法，奸吏震慴。属县令密饋以金，杖其使，令即解绶去。丁艰归，服闋，萬曆三十七年（1609年）补金华府推官，如治南阳方略。三十八年擢南京户科给事中，疏湖册科弊五条上之，得俞旨意，著为令。复革汰湖役，餼节省缮修诸费，积四万馀两，归朝廷。未几，摄兵科，寻摄六科，有御史以白金千两致建中家，闻之，驰书戒子，令勉为清白吏子孙，趣还之。在垣知无不言，同官多侧目。当是时朋党议起，東林如李三才、浙如方從哲、齐如赵焕等各持门户交斗，言路多唯阿其间。建中独挺然孤立，期以一身正朝廷，上疏分别三才、从哲、焕及孙丕扬、秦聚奎诸人邪正是非，皆引大义，慷慨披陈，绝去依附。边事兴，经略熊廷弼有边才，中朝党人忌其不附己也，群挤之。建中抗疏力言廷弼才可任，群臣不当以私斗误国事。衆益忌之。会内计，南科官年例当二人，其一以贿嘱免，竟罢建中归。随起大理寺評事，转南京礼部祠祭司主事，未至官卒，年六十。著有《留垣谏草》藏于家。

## 家族
长子黄珙，崇祯八年贡士，癸未廷试，擢县令第一，遭闯难，間关归里，闭门著述，有《北征集》、《水阁孤吟》若干卷。珙子黄升，康熙丙辰成进士。